# Равне на Блоках
Равне на Блоках (словен. Ravne na Blokah) је насељено место у општини Блоке, Приморско-нотрањска регија, Словенија.

## Историја
До територијалне реорганизације у Словенији биле су у саставу старе општине Церкница.

## Становништво
У попису становништва из 2011. године, Равне на Блоках су имале 72 становника.
| Становништво према пописима | Становништво према пописима | Становништво према пописима |
| --------------------------- | --------------------------- | --------------------------- |
| 1991                        | 2002                        | 2011                        |
| 74                          | 68                          | 72                          |

Напомена: До 1953. исказивано под именом Равне.